# Ilja Kirčev
Ilja Kirčev (in bulgaro Илия Кирчев?; Dolni Chiflik, 28 dicembre 1932 – 11 settembre 1997) è stato un calciatore bulgaro, di ruolo difensore.

## Carriera

### Club
Tra il 1952 ed il 1963 ha giocato solo con lo Spartak Varna, giocando 286 partite senza segnare alcuna rete.

### Nazionale
Ha anche giocato con la Nazionale bulgara, vincendo la medaglia di bronzo alle Olimpiadi di Melbourne 1956.